# Keříčkovec červenolemý
Keříčkovec červenolemý, zvaný též sumeček africký nebo clarias (Clarias gariepinus Burchell), je druh sladkovodní ryby z čeledi keříčkovcovitých (Clariidae).

## Popis
Oproti sumci je menší, dorůstá délky 120 cm a může přesáhnout hmotností až 40 kg. Sumečcci dostupní v prodeji se pohybují obvykle mezí 2–3 kg. Tělo mají protáhlé se širokou hlavou s dvěma páry dlouhých a dvěma páry kratších vousů. Hlavu nekryjí žádné šupiny. Nízká hřbetní ploutev se táhne téměř od hlavy.

## Výskyt
Přirozeně se vyskytuje v Africe, Sýrii, Asii a Madagaskaru. Uměle byl vysazen v USA, Izraeli i Turecku. Má vysoké přírůstky a není náročný na obsah kyslíku. V akvakultuře se chová v Maďarsku, Rusku a od roku 1990 i v České republice.

## Využití
Maso má šťavnaté ale tučnější. Má vysoký obsah bílkovin a je považován za kulinářskou specialitu. Kromě absence šupin je výhodou i minimální obsah kostí.

## Synonyma
| - Silurus gariepinus Burchell, 1822 - Clarias capensis Valenciennes, 1840 - Clarias depressus (Myers, 1925) - Clarias guentheri (Pfeffer, 1896) - Clarias lazera (Valenciennes, 1840) - Clarias longiceps (Boulenger, 1899) - Clarias macracanthus (Günther, 1864) - Clarias malaris (Nichols & Griscom, 1917) - Clarias microphthalmus (Pfeffer, 1896) - Clarias micropthalmus (Pfeffer, 1896) - Clarias moorii (Boulenger, 1901) - Clarias mossambicus (Peters, 1852) - Clarias muelleri (Pietschmann, 1939) - Clarias notozygurus (Lönnberg & Rendahl, 1922) |  | - Clarias orontis (Günther, 1864) - Clarias robecchii (Vinciguerra, 1893) - Clarias smithii (Günther, 1896) - Clarias syriacus Valenciennes, 1840 - Clarias tsanensis (Boulenger, 1902) - Clarias vinciguerrae (Boulenger, 1902) - Clarias xenodon (Günther, 1864) - Clarius gariepinus (Burchell, 1822) - Heterobranchus anguillaris (non Linnaeus, 1758) - Macropteronotus anguillaris (non Linnaeus, 1758) - Macropteronotus charmuth Lacepède, 1803 - Silurus anguillaris (non Linnaeus, 1758) - keříčkovec jihoafrický - sumčík africký |